# Barney Irwin
Barney William Irwin (Duluth (Minnesota), 17 september 1954) is een Amerikaans professioneel worstelaar.

## Carrière
In 1979 begon Irwin zijn professionele worstelcarrière als Bill Irwin in de National Wrestling Alliance en World Class Championship Wrestling. Hij vormde snel een tag team met zijn broer, Scott Irwin, als de gemaskerde "Super Destroyers" en Skandor Akbar was de manager van het team. Later ging Irwin naar de Jim Crockett Promotions en de American Wrestling Association waar hij en zijn broer worstelden als de "Long Riders" en wonnen verscheidene tag teamtitels. Hun tag team eindigde in 1987 wanneer zijn broer, Scott, overleed aan de gevolgen van een hersentumor.
Later verscheen hij als "Wild" Bill Irwin af en toe op World Championship Wrestling. In 1996 worstelde hij voor de World Wrestling Federation als The Goon, een gimmick van een ijshockeyspeler. Op 20 juli 1996 maakte hij zijn debuut in de WWF op Superstars of Wrestling. Maanden na zijn debuut, verliet hij het bedrijf.
In 2001 keerde hij terug naar de WWF als The Goon voor een "gimmick" battle royal op WrestleMania X-Seven. Op 10 december 2007 verscheen hij op de 15-jarige Raw-show als The Goon en nam deel aan de battle royal, maar hij werd geëlimineerd door Repo Man.

## In het worstelen
- Finishers
  - Bicycle kick
  - Superplex

- Signature moves
  - Lariat

- Managers
  - Skandor Akbar

## Prestaties
- Big D Wrestling
  - Big D Heavyweight Championship (2 keer)
  - Big D Brass Knuckles Championship (1 keer)
  - Big D Tag Team Championship (1 keer: met Mr. Mister)

- Central States Wrestling
  - NWA Central States Tag Team Championship (1 keer: met Bryan St. John)

- Continental Wrestling Association
  - AWA Southern Heavyweight Championship (1 keer)
  - AWA Southern Tag Team Championship (1 keer: met Larry Latham)

- Georgia Championship Wrestling
  - NWA National Tag Team Championship (1 keer: met Scott Irwin)

- Global Wrestling Federation
  - GWF Brass Knuckles Championship (1 keer)
  - GWF Tag Team Championship (1 keer: met Black Bart)

- Lutte` Internationale
  - Canadian International Tag Team Championship (1 keer: met Scott Irwin)

- NWA Big Time Wrestling / World Class Championship Wrestling
  - NWA American Tag Team Championship (5 keer: met King Kong Bundy (1x) en Super Destroyer #2/Scott Irwin (4x))
  - NWA Texas Heavyweight Championship (1 keer)
  - NWA World Tag Team Championship (2 keer: met Frank Dusek (1x) en Bugsy McGraw (1x))
  - WCCW Television Championship (4 keer)

- Steel Domain Wrestling
  - SDW Television Championship (1 keer)

- Universal Wrestling Federation
  - UWF World Tag Team Championship (1 keer: met Leroy Brown)